# Ignacy Skorupka
Ignacy Jan Skorupka (31. července 1893 Varšava – 14. srpna 1920 u Ossowa) byl polský katolický kněz, polní kaplan polské armády. Vysvěcen byl v roce 1916 a působil jako pomocný kněz či kaplan na vícero místech, hodně se přitom zaměřoval na práci s mládeží, u níž byl velmi populární.
Za sovětsko-polské války se stal na vlastní žádost polním kaplanem polské armády a počátkem srpna 1920 byl přiřazen k 36. pěšímu pluku Akademické legie. 14. srpna padl v bitvě u Varšavy poblíž vsi Ossów a stal se jedním z hrdinů a symbolů této bitvy. Posmrtně obdržel stříbrný kříž Virtuti Militari, Hvězdu za vytrvalost a Řád bílé orlice. Zvěčněn byl v řadě knih i filmů.